# Международно летище „О'Хеър“
„О'Хеър“ (на английски: O'Hare International Airport) е летище, което се намира в град Чикаго, САЩ на 27 km северозападно от центъра на града. Това е основното и най-голямото летище, което обслужва района на Чикаго.
Летището приема много международни полети от над 60 страни в света. Летището има 4 пътнически терминала като терминали 1, 2,3 са за вътрешни полети, където няма митническо обслужване, а терминал 5 е за международни полети. Това летище е статистически сред най-натоварените в САЩ.
Летището е построено през 1942 – 1943 като завод на Douglas C-54 по време на Втората световна война. Мястото е избрано заради близостта до града.
Лесен достъп до работна сила от втория големина град по това време в страната, както и неговата обширна железопътна инфраструктура.
През 1945 г. компанията Douglas приема закрива завода.
През същата година, заводът с летището е избран от Чикаго като място за новото летище, което е преименувана на „O'Hare International Airport“ през 1949 година.
От началото на 1950 се взима решение „О'Хеър“ да се развива като основно летище на Чикаго.